# Аватар: Последњи владар ветрова (франшиза)
Аватар: Последњи владар ветрова (енгл. Avatar: The Last Airbender) америчка је медијска франшиза коју су створили Мајкл Данте Димартино и Брајан Конецко. Почела је серијом Аватар: Последњи владар ветрова коју је емитовао Nickelodeon између 2005. и 2008. Серија је смештена у свет фантастика инспирисан Азијом у коме поједини људи могу телекинетички да манипулишу једним од четири основна елемента: ваздухом, водом, земљом или ватром. Само насловни „аватар” може управљати сва четири елемента и одговоран је за одржавање равнотеже у свету.
Наставак анимиране серије, Легенда о Кори, емитован је између 2012. и 2014. Приче обе анимиране серије настављене су у облику стрипа. Године 2010. првобитна анимирана серија је адаптирана у играни филм, под насловом Последњи владар ветрова. Од 2024. године приказује се играна серија Аватар: Последњи владар ветрова.
У фебруару 2021. Nickelodeon је основао продуцентску кућу Avatar Studios, посвећена стварању анимираних пројеката смештених у свет Аватара. Први пројекат је дугометражни анимирани филм Анг: Последњи владар ветрова, који ће бити приказан у јануару 2026.

## Телевизијске серије
| Наслов                                                                            | Оригинално емитовање | Оригинална мрежа | Укупан бр. епизода | Укупан бр. сезона | Реф.  |
| --------------------------------------------------------------------------------- | -------------------- | ---------------- | ------------------ | ----------------- | ----- |
| Аватар: Последњи владар ветрова                                                   | 2005–2008            |                  | 61                 | 3                 | [ 4 ] |
| - Анимирана телевизијска серија                                                   |                      |                  |                    |                   |       |
| Легенда о Кори                                                                    | 2012–2014            |                  | 52                 | 4                 | [ 5 ] |
| - Анимирана телевизијска серија - Наставак серије Аватар: Последњи владар ветрова |                      |                  |                    |                   |       |
| Аватар: Последњи владар ветрова (играна серија)                                   | 2024—данас           |                  | 1                  | 8                 | [ 6 ] |
| - Рибут серије Аватар: Последњи владар ветрова                                    |                      |                  |                    |                   |       |

## Филмови

### Последњи владар ветрова
Последњи владар ветрова је играна адаптација за прву сезону анимиране серије Аватар: Последњи владар ветрова из 2010. године М. Најта Шјамалана. Критичари су тај филм увелико критиковали, јер се сматра једним од најгорих филмова икад снимљених и зарадио је 319 милиона америчких долара у светком бокс офису.

### Анг: Последњи владар ветрова
У фебруару 2021. године, најављено је да ће анимирани биоскопски филм објавити студио Paramount Pictures, са продукцијом која би пребала почети касије током 2021. године. Представљаће први пројекат студија Avatar Studios.